# Penny sit-up
Le penny sit-up est l'un des premiers abris pour sans-abri, créé pour les habitants de Blackfriars, dans le centre de Londres, à la fin du XIXe siècle et au début du XXe siècle. 
Il était géré par l'Armée du salut pour offrir confort et soutien à ses clients démunis. Ce qui rendait ce refuge unique, c'était qu'en échange d'un penny, les clients étaient autorisés à s'asseoir sur un banc dans une pièce raisonnablement chauffée toute la nuit. Ils n'étaient pas autorisés à s'allonger et à dormir sur le banc. Un penny sit-up était le refuge pour sans-abri le moins cher à l'époque. Il y avait des refuges plus chers disponibles à Londres, comme le « cercueil à quatre centimes » (où les clients se voyaient fournir une boîte de la taille d'un cercueil pour qu'ils puissent dormir allongés).
Selon les normes actuelles, les penny sit-ups seraient considérés comme insuffisants et cruels. Cependant, à l'époque, ils étaient considérés comme une tentative bien intentionnée, peu coûteuse et compatissante pour faire face à l'explosion récente du nombre de sans-abri causée par l'urbanisation rapide de l'Angleterre du XIXe siècle. L'Armée du salut croyait que ces abris offraient un soulagement aux hivers rigoureux de Londres et attiraient de nouveaux adeptes du christianisme. D'autres, comme le professeur Howard Sercombe de l'Université de Strathclyde, ont soutenu que de telles institutions étaient plus susceptibles d'avoir été conçues pour contrôler les sans-abri, ou dans le meilleur des cas étaient une réponse compatissante aux lois rigoureuses de déplacement de l'époque, qui rendaient illégal pour les gens de rester vagabonder dans les rues.